# 赤木昭三
赤木 昭三（あかぎ しょうぞう、1928年2月23日 - 2013年10月26日）は、日本のフランス文学者、翻訳家。

## 略歴
大阪市生まれ。1952年京都大学法学部卒業、1956年大阪大学文学部仏文科卒、1959年同大学院文学研究科修士課程修了、パリ大学博士（哲学）。大阪大学教養部助教授、文学部仏文科教授。1991年定年退官、名誉教授。妻の赤木冨美子は大阪外国語大学名誉教授。

## 著書
- 『フランス近代の反宗教思想 リベルタンと地下写本』（岩波書店） 1993
- 『サロンの思想史 デカルトから啓蒙思想へ』（赤木富美子共著、名古屋大学出版会） 2003

## 翻訳
- 『気象学』（白水社、デカルト著作集1） 1973、新版 1993
- 『世界の複数性についての対話』（ベルナール・ル・ボヴィエ・ド・フォントネル、工作舎） 1992
- 『パスカル全集 メナール版』全2巻（日本語版・編者代表、白水社） 1993
- 『別世界または日月両世界の諸帝国 月の諸国諸帝国・太陽の諸国諸帝国』（シラノ・ド・ベルジュラック、岩波書店、ユートピア旅行記叢書1 17世紀フランス） 1996、のち改題『日月両世界旅行記』（岩波文庫） 2005
- 『哲学者の国またはアジャオ人物語』（フォントネル、岩波書店、ユートピア旅行記叢書4） 1998
- 『パスカル科学論集 計算機と物理学』（永瀬春男共編訳、白水社） 2023 - 第2部：物理学関連文書を担当

## 論文
- 赤木昭三「真空の問題にあらわれたパスカルの自然観」『Gallia』第4巻、大阪大学文学部フランス文学研究室、1958年、26-49頁、ISSN 03874486。
- 赤木昭三「De l'origine des fables の独創性」『Gallia』第10-11巻、大阪大学フランス語フランス文学会、1971年、3-26頁、ISSN 03874486。
- 赤木昭三「ヴォルテールとニュートン 試論」『思想』第649号、岩波書店、1978年、48-74頁、ISSN 03862755。
- 赤木昭三「UN TEXTE MECONNU SUR L'ATTRIBUTION DE L'HISTOIRE COMIQUE DE FRANCION」『Gallia』第18巻、大阪大学フランス語フランス文学会、1979年、1-6頁、ISSN 03874486。
- 赤木昭三「「三十部」あるいは「三十五部」限定の「悪書」について」『一橋論叢』第85巻第3号、日本評論社、1981年、365-377頁、doi:10.15057/11442、ISSN 0018-2818。
- 赤木昭三「La premiere version imprimee de Du Bonheur de Fontenelle」『Gallia』第26巻、大阪大学フランス語フランス文学会、1987年、13-25頁、ISSN 03874486。
- 赤木昭三「『ガリア』の思い出」『Gallia』第30巻、大阪大学、1990年、2-3頁、ISSN 03874486。

## 参考
- サロンの思想史 - デカルトから啓蒙思想へ - 紀伊國屋書店BookWeb